# 理发师

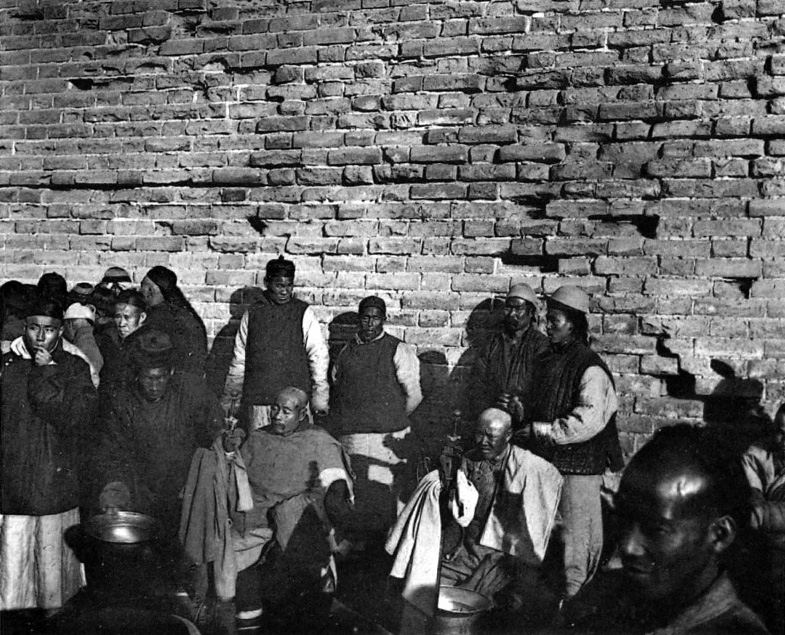
天津的理发师（1900年-01年）

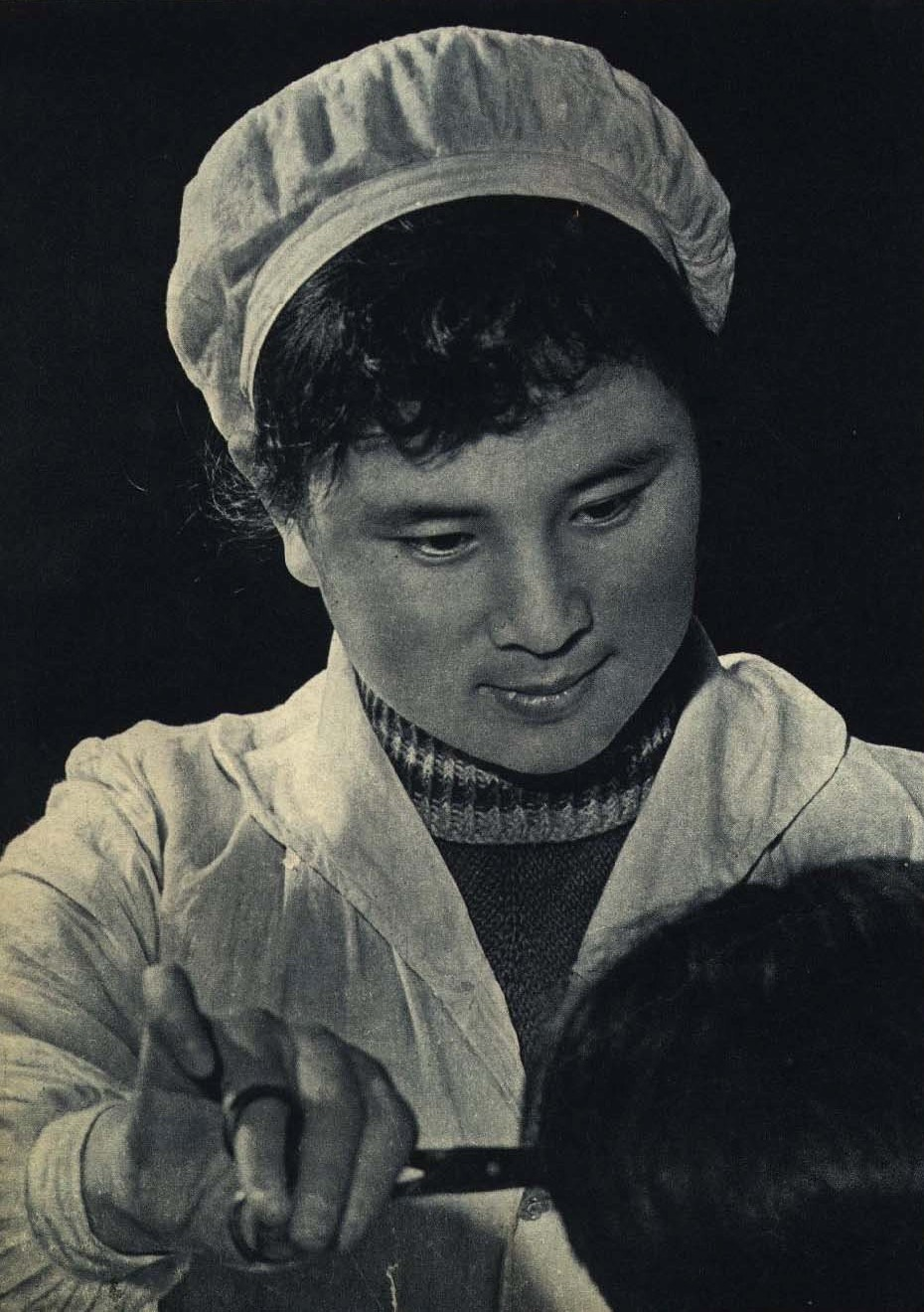
1962年中国理发师查桂民

理发师是一種職業，負責簡單的理髮。理髮師與髮型師不同，理髮師通常只會幫男士進行簡單的修剪頭髮或剃髮，而髮型師則會提供髮型設計。

两位理发师分别为两个人剪头发

## 中國
理发师在中國古代有多种称呼，包括剃工、待诏、篦头师傅、剃头师傅、剃头匠及整容匠等。《诗经》中写到“予发曲局，薄言归沫”。当时的理发主要是沐发和梳理修饰头发。理发此詞語最早出现在汉代，西汉刘安所著《淮南万毕术》中提到：“理发灶前，妇安夫家”。
在中国互联网文化中，理发师也被戏称为“托尼（Tony）老师”。

## 名人
- 靖奎：中国剃头匠，被誉为“理发界活化石”
- 周福明：毛泽东理发师
- 梅尔·罗宾斯：美国俄亥俄州理发师，纸牌游戏UNO的发明者
- 黃妃：臺灣歌手黃妃在歌手之前則是一名職業美髮師。